# Большаковское сельское поселение (Омская область)
Большаковское се́льское поселе́ние — муниципальное образование в Любинском районе Омской области Российской Федерации.
Административный центр — посёлок Большаковка.

## История
Статус и границы сельского поселения установлены Законом Омской области от 30 июля 2004 года № 548-ОЗ «О границах и статусе муниципальных образований Омской области».

## Население
| 2010  | 2011  | 2012  | 2013  | 2014  | 2015  | 2016  |
| ----- | ----- | ----- | ----- | ----- | ----- | ----- |
| 1155  | ↗1156 | ↘1141 | ↘1124 | ↗1183 | ↘1103 | ↘1093 |
| 2017  | 2018  | 2019  | 2020  | 2021  | 2023  |       |
| ↘1067 | ↘1037 | ↘1019 | ↘995  | ↗1011 | ↘986  |       |

## Состав сельского поселения
| № | Населённый пункт | Тип населённого пункта          | Население |
| - | ---------------- | ------------------------------- | --------- |
| 1 | Большаковка      | посёлок, административный центр | 780       |
| 2 | Большая Окунёвка | деревня                         | ↘44       |
| 3 | Маломогильное    | деревня                         | 56        |
| 4 | Рассвет          | деревня                         | 41        |
| 5 | Тарлык           | деревня                         | 234       |